# Wanita
Pour les articles homonymes, voir Wanita (homonymie).
Albums de Rokia Traoré
Mouneïssa Bowmboï
Wanita est le deuxième album de Rokia Traoré sorti le 10 mars 2000 chez Label Bleu.

## Genèse de l'album
L'album, entièrement écrit et composé par Rokia Traoré, est enregistré fin 1999 à Amiens et Bamako.

## Liste des titres de l'album
| No  | Titre            | Durée      |
| --- | ---------------- | ---------- |
| 1.  | Kanan Neni       | 6 min 14 s |
| 2.  | Mouso Niyalén    | 5 min 16 s |
| 3.  | Souba            | 5 min 31 s |
| 4.  | Yèrè Uolo        | 4 min 12 s |
| 5.  | N'gotolén        | 5 min 14 s |
| 6.  | Wanita           | 5 min 34 s |
| 7.  | Château de sable | 5 min 37 s |
| 8.  | Yaafa N'ma       | 5 min 58 s |
| 9.  | Sako Bê Kê       | 2 min 58 s |
| 10. | Mancipera        | 5 min 27 s |
| 11. | Tchwa            | 5 min 50 s |